# Заради мама
„Заради Мама“ е български анимационен филм от 2013 г. на Антоанета Четрафилова.
Дъщерята е озвучена от Снежина Петрова. Музиката е дело на композитора Емилиян Гацов.

## Сюжет
Внимание:  Текстът по-долу разкрива сюжета на произведението (или части от него)!
Филмът разказва за детските спомени на една млада жена. „Заради мама“ започва и завършва на една гара. Младата жена си спомня за различните моменти с нейната майка – как като дете е рисувала картини, които майка ѝ е слагала на стената, как е гледала майка си как прави любимата ѝ торта и украсява навсякъде за рождения ѝ ден. Освен това си спомня за майчината тъга и доброта – виждаме как майката се е грижила за възрастния си баща – дядото на момичето, как е идвала в стаята на дъщеря си, когато навън е имало гръмотевици, как заедно да спасили малка птичка и как са дали пари на други майка и дъщеря на улицата. Майчината подкрепа също формира част от спомените на младата жена – спомня си как майката ѝ е помагала, когато е започнала да се занимава с балет. В края на филма, на гарата пристига влак, от който слиза аурата на майката. Той се приближава до жената и хваща ръката ѝ. От младата жена „излиза“ нейният образ като малко дете и филмът завършва с кадър на майката и детето.

## Награди
Филмът печели две от трите награди на Българската филмова академия през 2013 и става „Най-добър анимационен филм на годината“.